# Альціон-галатея кофійський

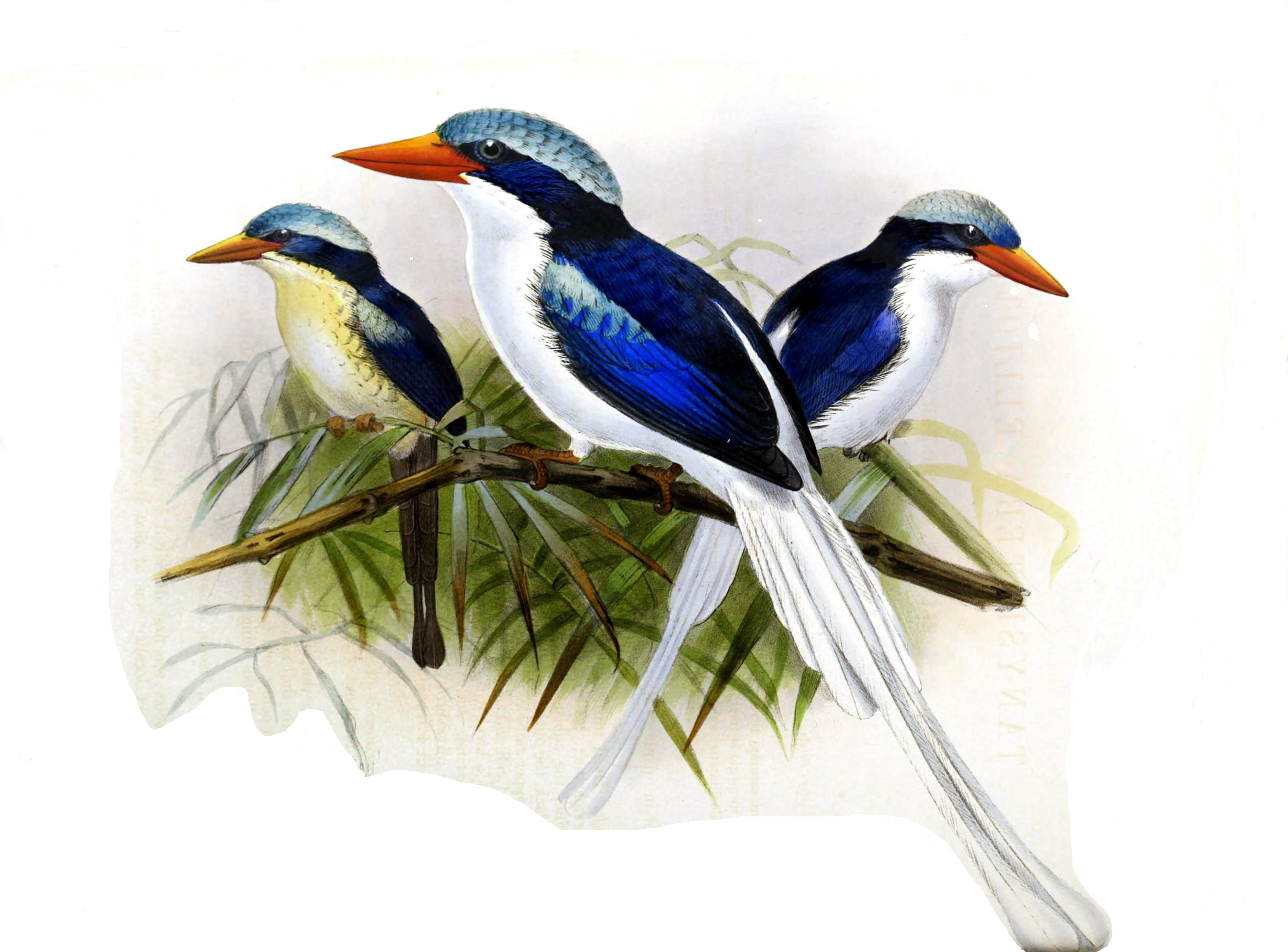
Кофійський альціон-галатея

Альціо́н-галатея кофійський (Tanysiptera ellioti) — вид сиворакшоподібних птахів родини рибалочкових (Alcedinidae). Ендемік Індонезії. Вид названий на честь американського орнітолога Даніеля Жиро Елліота.

## Опис
Довжина птаха становить 33-34 см, з яких від 10 до 11 см припадає на довгий хвіст. Голова і верхня частина тіла темно-сині, надхвістя, хвіст і нижня частина тіла білі. Центральні стернові пера видовжені, загострені. Дзьоб червоний.

## Поширення і екологія
Кофійські альціони-галатеї є ендеміками острова Кофіау в архіпелазі Раджа-Ампат. Вони живуть у вологих рівнинних тропічних лісах і в садах. Живляться комахами і червами, яких ловлять на землі.

## Збереження
МСОП класифікує цей вид як вразливий. За оцінками дослідників, популяція кофійських альціонів-галатей становить від 350 до 1500 птахів. Їм загрожує знищення природного середовища.